# Zahatynci
Zahatynci (ukr. Загатинці, hist. pol. Rykanie Małe) – wieś na Ukrainie, w obwodzie rówieńskim, w rejonie rówieńskin, w hromadzie Podłoźce. W 2001 liczyła 69 mieszkańców, spośród których 68 wskazało jako ojczysty język ukraiński, a 1 rosyjski.
W okresie międzywojennym wieś Rykanie Małe znajdowała się w granicach II RP, wchodząc w skład gminy Jarosławicze w powiecie dubieńskim, w województwie rówieńskim.